# The World Academy of Sciences
A TWAS (The World Academy of Sciences), ou Academia Mundial de Ciências, é uma organização internacional criada em 1983 na cidade de Trieste, Itália.
Seu objetivo é associar diferentes sociedades científicas dos países em desenvolvimento na busca pelo desenvolvimento científico e tecnológico, incentivando pesquisas pela concessão de bolsas e prêmios.
Em 1991, a UNESCO assumiu a responsabilidade de gerir os recursos e o pessoal da TWAS com base num acordo assinado pela TWAS e pela UNESCO.
Era conhecida como Third World Academy of Sciences (Academia de Ciências do Terceiro Mundo) até 2004 e como Academy of Sciences for the Developing World (Academia de Ciências do Mundo em Desenvolvimento) até 2012,
quando adotou o nome vigente atualmente: The World Academy of Sciences for the advancement of science in developing countries (Academia Mundial de Ciências para o Avanço da Ciência nos Países em Desenvolvimento).
Em novembro de 2024, Marcelo Knobel foi nomeado TWAS Fellow,  em vigor a partir de 1º de janeiro de 2025.